# Phase-Change Dual

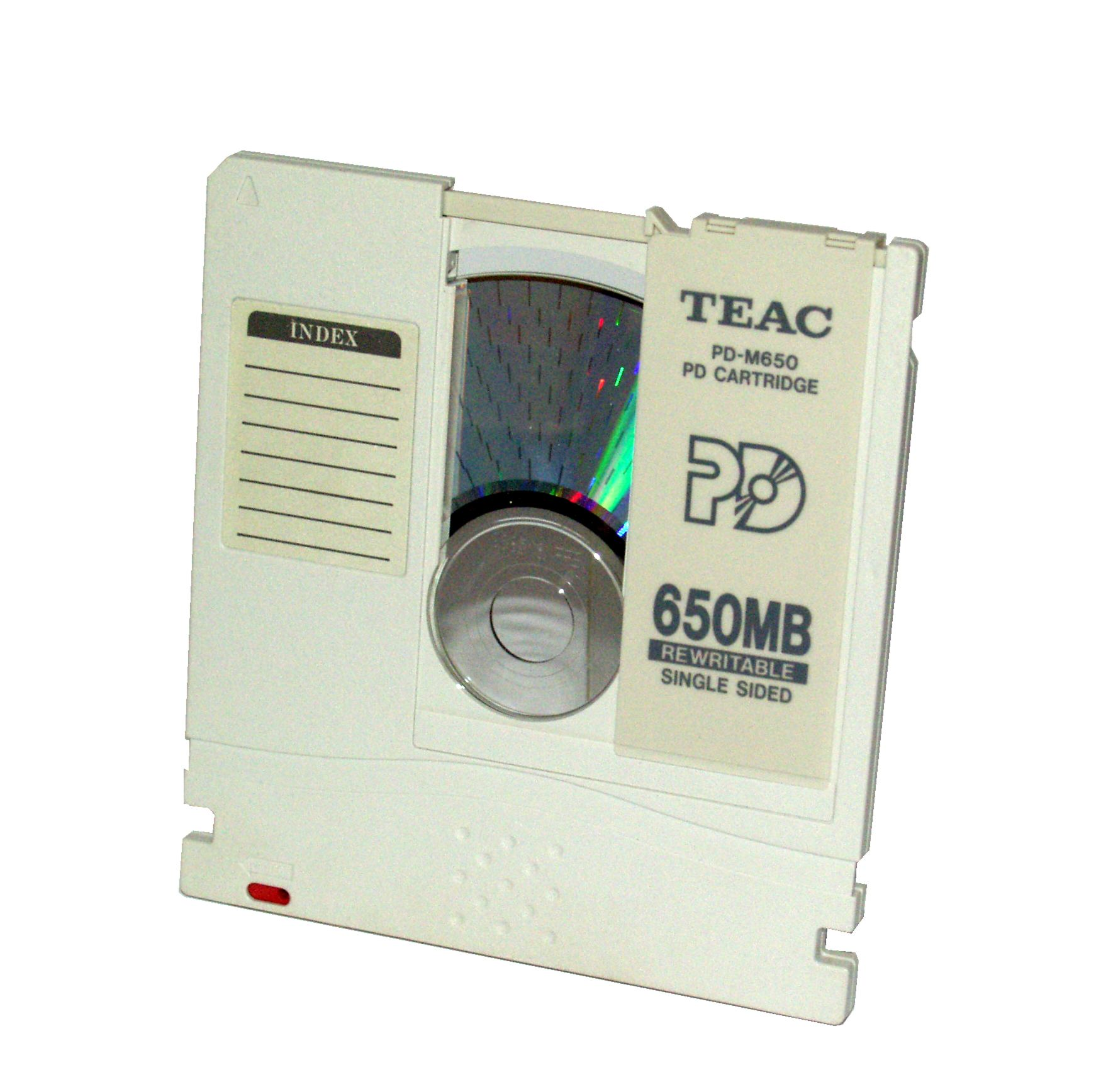
Cara davantera d'un PD.

Phase-Change Dual (PD) és un dispositiu d'emmagatzematge òptic introduït per Panasonic el 1995. Vé tancat dins d'un CADDY i entre les seves principals característiques, hi ha la capacitat de sobreescriptura, amb accés aleatori.
La primera característica important del PD és el seu sectoritzat físic (gravat de fàbrica). A part d'això, la segona característica és que fa servir una capa de canvi de fase que pot ser sobreescrita mitjançant una simple passada del capçal de lectura/escriptura. Aquesta tecnologia es va adaptar més tard als CD-RW, DVD-RW, DVD+RW, (traient-li el sectoritzat físic).
Un PD té una capacitat una mica menor a la d'un CD-ROM, aproximadament 650 MB, ve de fàbrica "hard-formatted" (sectors físics), pot ser sobreescrit unes 500.000 vegades i està "encapsulat" en un cartutx protector.
És obvi que aquests discos mai van tenir una gran acceptació comercial. Però la seva tècnica d'escriptura/esborrat va passar al CD-RW, (encara que sense sectors físics) i el DVD-RAM és clarament un PD d'alta capacitat.
Els discs PD poden ser llegits, a més de per les unitats PD, per la primera generació d'unitats de lectura Panasonic DVD-RAM i gravadores Multi CD-R, mentre que una unitat PD pot llegir, a més dels discs PD, els CD-ROM i els CD estàndard.